# 1790
1790 (MDCCXC) byl rok, který dle gregoriánského kalendáře započal pátkem.

## Události
- Počátek činnosti České expedice v Praze – prvního českého nakladatelství založeného Václavem Matějem Krameriem (1753–1808), který 1. července 1789 začal vydávat vlastní noviny pod názvem Pražské poštovské noviny.
- 4. února – Francouzský král Ludvík XVI. slavnostně přichází na schůzi Národního shromáždění v Paříži (v jízdárně Tuilerií) a prohlašuje, že přijímá principy revoluce.
- 13. února – Francouzské národní shromáždění rozhodlo o zrušení klášterů.
- duben – Ve Francii byl vydán finanční dekret, nařizující emitovat 400 milionů livres v papírových penězích, zajištěných zkonfiskovaným církevním majetkem. Šlo o tisk prvních asignátů.
- 19. června – Francouzské národní shromáždění rozhodlo o zrušení dědičného šlechtictví.
- 9.–10. července – Došlo k druhé bitvě u Svensksundu.
- 12. července – Francouzské národní shromáždění schválilo Občanskou ústavu duchovenstva (Constitution civil du clergé), která redukovala počet biskupství (diecézí ze 135 na 83), počet farností, upravila platy duchovních a přikázala bezplatnost služeb církve.
- srpen – protifeudální rolnické povstání v Sasku
- 4. srpna – Byla zřízena Pobřežní stráž Spojených států amerických.
- září – Na konci září, pět měsíců od první emise 400 milionů livres, francouzská vláda již všechno utratila a byla opět ve finanční krizi.
- září – Leopold II. byl zvolen císařem Svaté říše římské.
- 9. října – Císařská korunovace Leopolda II. ve Frankfurtu nad Mohanem.
- 10. říjen – Francouzské národní shromáždění schválilo červenomodrobílou trikolóru za národní vlajku Francie.
- 1. listopadu – V Praze byla otevřena Všeobecná fakultní nemocnice s 300 lůžky.
- 27. listopadu – Francouzské národní shromáždění vydalo dekret, jímž se uložilo všem biskupům, farářům a vikářům přísahat na ústavu (tak, jak je to vyžadováno od všech státních úředníků) s tím, že pokud někdo odmítne, znamená to, že odstupuje ze svého duchovního úřadu. Přísahu složilo 7 biskupů a třetina farního kléru).

### Probíhající události
- 1787–1792 – Rusko-turecká válka
- 1788–1791 – Rakousko-turecká válka
- 1789–1799 – Velká francouzská revoluce

## Vědy a umění
- Italský fyzik Luigi Galvani objevil elektrický náboj.
- V Praze se konal první vzlet balónem plněným horkým vzduchem.
- Angličan Thomas Saint zkonstruoval první prakticky použitelný šicí stroj s řetízkovým stehem. Byl to stroj na šití obuvi.
- Angličan John Wilkinson vynalezl způsob, jak válcovat olověné trubky a obdržel patent na válcovací stolici.
- Angličan Edward Beetham zkonstruoval pračku, která prala prádlo pouze tlakem.
- V Čechách se konaly první neúspěšné pokusy s pěstováním cukrové řepy, která se později stala základnou rozvoje českého cukrovarnictví.

## Narození

### Česko

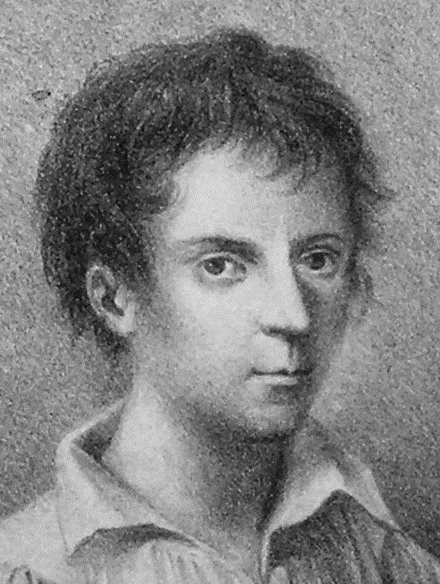
Jan Jiří Grasel (* 4. dubna)

- 18. ledna – František Wanka, právník a podnikatel, purkmistr města Plzně († 5. července 1869)
- 07. února – František Doubravský, hudební skladatel, sbormistr a varhaník († 28. dubna 1867)
- 02. března – Josef Christian Zedlitz, diplomat a politik, německy píšící básník a dramatik († 16. března 1862)
- 04. dubna – Jan Jiří Grasel, bandita a loupežník († 31. ledna 1818)
- 06. května – Václav Vilém Würfel, klavírista, hudební skladatel a pedagog († 23. dubna 1832)
- 01. června – Šlomo Jehuda Rappaport, židovský učenec, pražský a český zemský rabín († 16. října 1867)
- 18. září – Leopold von Lämmel, podnikatel, politik a finančník německé národnosti († 23. srpna 1867)
- 03. října – Václav Krolmus, kněz, sběratel lidové slovesnosti, spisovatel a archeolog († 24. října 1861)
- 25. října – Anton Kombholz, římskokatolický duchovní německé národnosti († 26. února 1869)
- 05. listopadu – Jeroným Josef Zeidler, rakouský a český římskokatolický duchovní a politik († 1. března 1870)
- 14. prosince – Vojtěch Ruffer, římskokatolický duchovní († 15. června 1870)
- 29. prosince – Vincenc Zahradník, kněz a spisovatel († 31. srpna 1836)
- 30. prosince – Wenzel Kaulich, rakouský politik původem z Čech († 24. července 1869)
- neznámé datum
  - Tobias Mössner, malíř divadelních dekorací († 28. března 1871)
  - Karel Hubatka, poslanec Českého zemského sněmu († 13. října 1866)
  - Kašpar Předák, klasicistický architekt († 16. prosince 1860)
  - Karel Eduard Rainold, německý rytíř žijící v Praze († 1835)

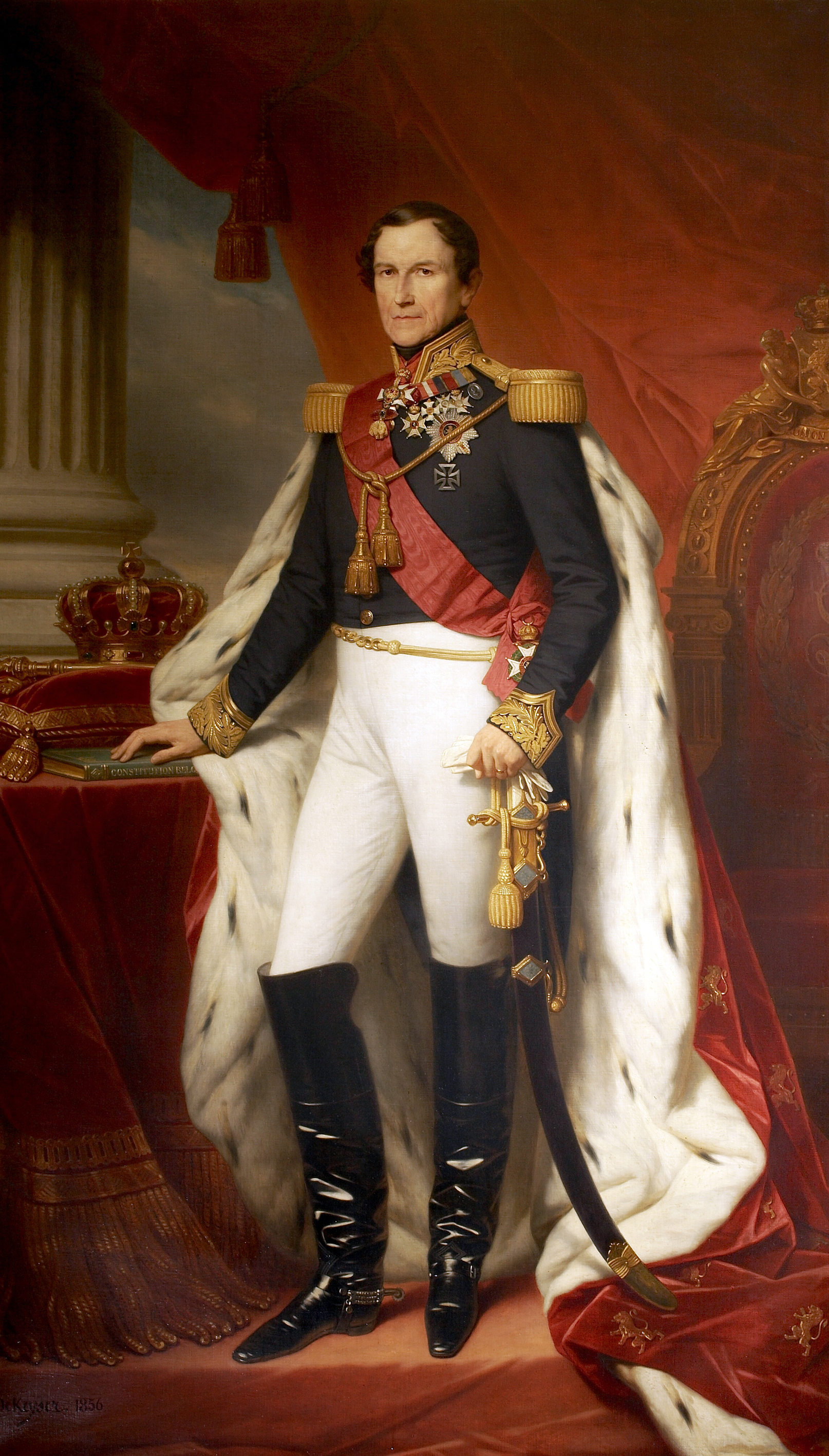
Leopold I. Belgický (* 16. prosince)

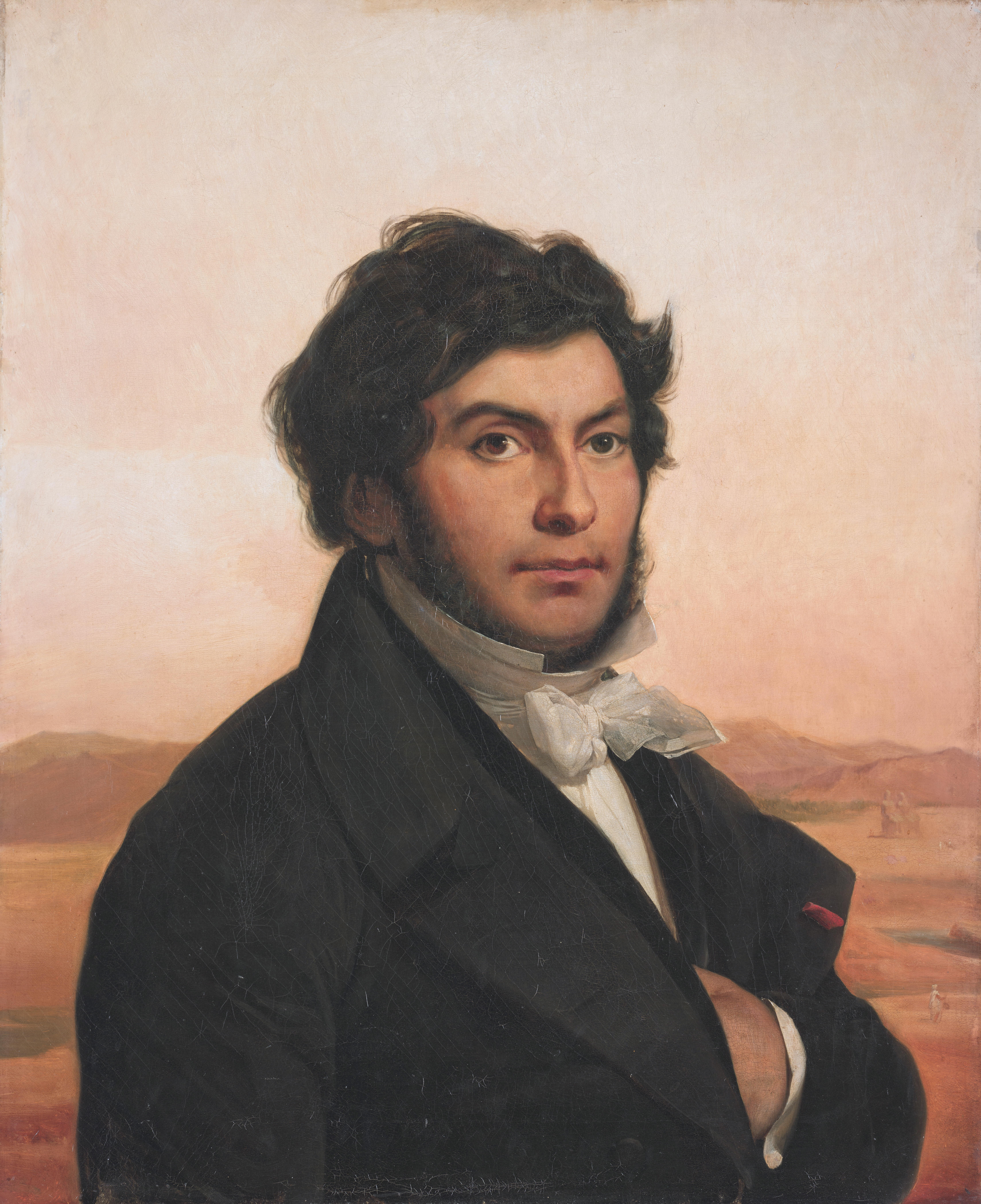
Jean-François Champollion (* 23. prosince)

### Svět
- 08. ledna – Antonio Sacchetti, italský divadelní malíř († 15. dubna 1870)
- 14. ledna – Feliks Paweł Jarocki, polský zoolog a entomolog († 25. března 1865)
- 23. ledna – Johann Jakob Heckel, rakouský zoolog a ichtyolog († 1. března 1857)
- 24. ledna – Moritz Daffinger, rakouský malíř-portrétista († 21. srpna 1849)
- 27. ledna – William Davies Evans, britský námořní kapitán a šachista († 3. října 1872)
- 03. února – Gideon Mantell, britský paleontolog († 10. listopadu 1852)
- 08. února – Thomas Spring Rice, 1. baron Monteagle, britský státník a irský šlechtic († 7. února 1866)
- 16. února – Adrien-Jean-Pierre Thilorier, francouzský vynálezce, první člověk, který vyrobil pevný oxid uhličitý († 2. prosince 1844)
- 22. února – William Elford Leach, anglický zoolog († 26. srpna 1836)
- 03. března – John Austin, anglický právník a filozof práva († 1. prosince 1859)
- 07. března
  - Ludwig Georg Treviranus, německý konstruktér († 7. listopadu 1869)
  - Vincenz August Wagner, rakouský právník († 14. října 1833)
- 15. března – Nicola Vaccai, italský skladatel a pedagog († 5. srpna 1848)
- 18. března – Astolphe de Custine, francouzský diplomat, cestovatel a spisovatel († 25. září 1857)
- 29. března – John Tyler, americký prezident († 18. ledna 1862)
- 12. května – Johannes Carsten Hauch, dánský romantický básník, dramatik a prozaik († 4. března 1872)
- 23. května
  - Jules Dumont d'Urville, francouzský mořeplavec a přírodovědec († 8. května 1842)
  - James Pradier, francouzský sochař († 4. června 1852)
- 01. června – Ferdinand Raimund, rakouský dramatik a herec († 5. září 1836)
- 10. června – Joseph Daussoigne-Méhul, francouzský hudební skladatel a pedagog († 10. března 1875)
- 13. června – José Antonio Páez, venezuelský vůdce bojující proti španělské koruně († 6. května 1873)
- 02. července – Leopold, princ ze Salerna, neapolský princ († 10. března 1851)
- 04. července – George Everest, britský zeměměřič a průzkumník Indie († 1. prosince 1866)
- 30. července – Hermann Dietrich Lindheim, obchodník a velkoprůmyslník, průkopník v textilním a chemickém průmyslu († 11. března 1860)
- 08. srpna – Ferenc Kölcsey, maďarský básník a literární kritik († 24. srpna 1838)
- 19. srpna – Edward John Dent, anglický hodinář († 8. března 1853)
- 29. srpna – Leopold I. Bádenský, bádenský velkovévoda († 24. dubna 1852)
- 04. září – Joseph Anton von Maffei, německý průmyslník († 1. září 1870)
- 08. září – Edward Law, 1. hrabě z Ellenboroughu, britský státník a šlechtic († 22. prosince 1871)
- 07. října – Thursday October Christian, kolonista na ostrově Pitcairn († 21. dubna 1831)
- 21. října – Alphonse de Lamartine, francouzský básník a politik († 28. února 1869)
- 23. října – Karel František z Lichtenštejna, rakouský šlechtic a generál († 7. dubna 1865)
- 29. října – Adolf Diesterweg, německý pedagog († 7. července 1866)
- 12. listopadu – Letitia Christian Tylerová, manželka 10. prezidenta USA Johna Tylera († 10. září 1842)
- 17. listopadu – August Ferdinand Möbius, německý matematik a teoretický astronom († 26. září 1868)
- 21. listopadu – Edmund Lyons, britský admirál a diplomat († 23. listopadu 1858)
- 29. listopadu – Franz Xaver Riepl, rakouský geolog, stavitel železnic a hutní odborník († 25. dubna 1857)
- 16. prosince – Leopold I. Belgický, první belgický král († 10. prosince 1865)
- 17. prosince – Thaddäus Lanner, rakouský agrární podnikatel a politik († 13. října 1861)
- 19. prosince – William Parry, britský polární objevitel († 9. června 1855)
- 23. prosince – Jean-François Champollion, francouzský archeolog a egyptolog († 4. března 1832)
- neznámé datum
  - Markos Botsaris, generál Řecké osvobozenecké války († 21. srpna 1823)
  - Nicolas Chauvin, legendární voják sloužící armádě První Francouzské republiky († ?)
  - Ludwig Georg Treviranus, německý inženýr a konstruktér († 1869)
  - Pavao Plenković, rakouský politik původem z Dalmácie († 11. prosince 1864)

## Úmrtí

### Česko
- 19. února – Jan Křtitel Krumpholtz, harfeník a hudební skladatel (* 8. května 1742)
- 24. května – Gelasius Dobner, historik (* 30. května 1719)
- 23. června – Jan Václav Pohl, gramatik, učitel češtiny ve Vídni (* 1720)
- neznámé datum
  - Ignác Frey, malíř a mědirytec (* 1727)

### Svět

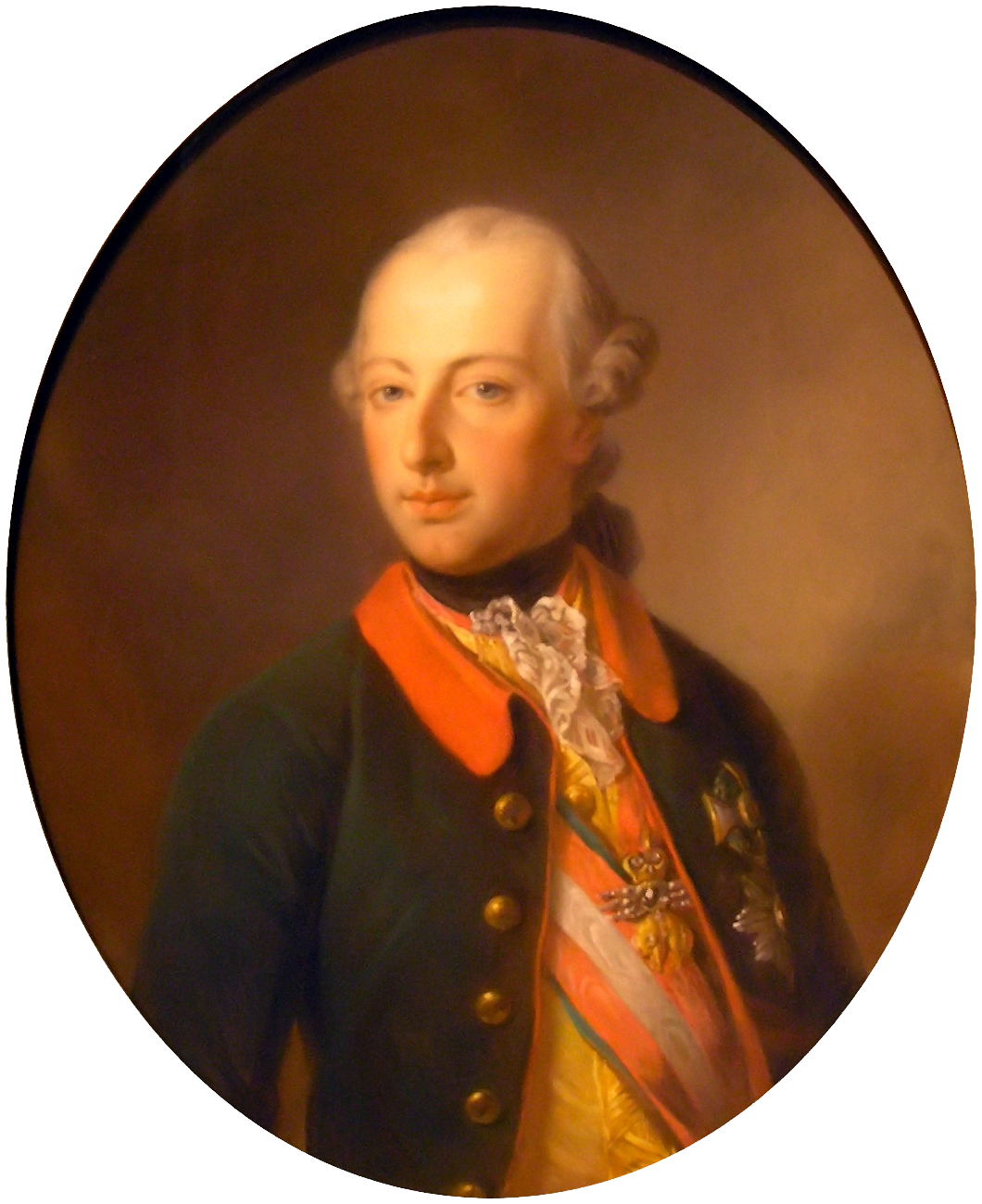
Josef II. († 20. února)

- 05. ledna – Jacob Christian Schäffer, německý protestantský teolog (* 30. května 1718)
- 07. ledna – Antonio Corbisiero, italský hudební skladatel (* 21. května 1720)
- 31. ledna – Juraj Sklenár, slovenský historik (* 20. února 1744)
- 18. února – Alžběta Vilemína Württemberská, wüttemberská princezna, manželka Františka II. (* 21. dubna 1767)
- 20. února – Josef II., Císař svaté říše římské (* 13. března 1741)
- 26. února – Joshua Rowley, britský admirál (* 1. května 1734)
- 12. března – Andrej Hadik, uherský hrabě a rakouský polní maršál (* 16. října 1710)
- 06. dubna – Ludvík IX. Hesensko-Darmstadtský, německý šlechtic (* 15. prosince 1719)
- 17. dubna – Benjamin Franklin, americký státník, diplomat, přírodovědec (* 17. ledna 1706)
- 16. května – Phillip Yorke, 2. hrabě z Hardwicke, britský politik a šlechtic (* 9. března 1720)
- 21. května – Thomas Warton, anglický preromantický básník (* 9. ledna 1728)
- 29. května – Israel Putnam, důstojník britské a generál americké armády (* 7. ledna 1718)
- 14. července – Ernst Gideon von Laudon, rakouský vojevůdce (* 13. února 1717)
- 17. července – Adam Smith, skotský ekonom, zakladatel moderní ekonomie (* 5. června 1723)
- 25. července – Johann Bernhard Basedow, německý pedagog a reformátor (* 11. září 1723)
- 15. srpna – Agostino Carlini, italský sochař a malíř (* 1718)
- 02. září – Johann Nikolaus von Hontheim, německý katolický biskup (* 27. ledna 1701)
- 14. října – William Hooper, americký právník (* 17. července 1742)
- 28. září – Mikuláš I. Josef Esterházy z Galanty, kníže z uherského rodu Esterházy (* 18. prosince 1714)
- 17. října – Svatá Markéta Marie Alacoque, řeholnice řádu salesiánek, mystička (* 22. července 1647)
- 19. října – Lyman Hall, americký politik a státník (* 12. dubna 1724)
- 11. listopadu – Nicolo Pacassi, rakouský barokní architekt (* 5. března 1716)
- 16. listopadu – Daniel of St. Thomas Jenifer, americký politik (* 1723)
- 21. listopadu – Jan Láho, slovenský luteránský duchovní činný v Čechách (* 22. dubna 1738)
- 22. listopadu – Larcum Kendall, britský hodinář (* 21. září 1719)
- 29. prosince – Marie Tereza Cybo-Malaspina, modenská vévodkyně (* 29. června 1725)
- neznámé datum
  - Karol Jetting, slovenský úředník a cestovatel (* 1730)

## Hlavy států
- Francie – Ludvík XVI. (1774–1792)

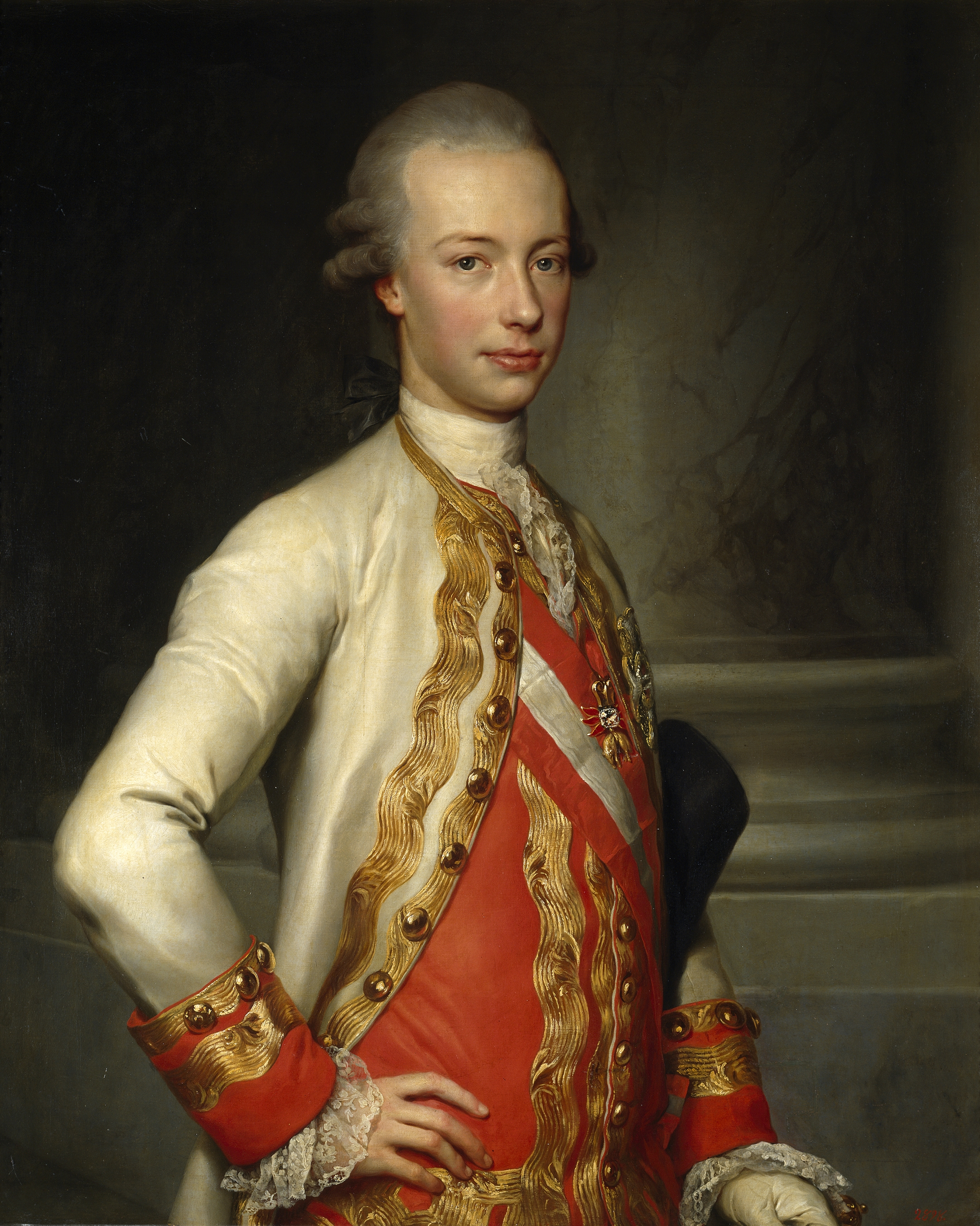
Hlavou Habsburské monarchie se stal Leopold II.

- Habsburská monarchie – Josef II. (1780–1790) / Leopold II. (1790–1792)
- Osmanská říše – Selim III. (1789–1807)
- Polsko – Stanislav II. August Poniatowski (1764–1795)
- Prusko – Fridrich Vilém II. (1786–1797)
- Rusko – Kateřina II. Veliká (1762–1796)
- Španělsko – Karel IV. (1788–1808)
- Švédsko – Gustav III. (1771–1792)
- USA – George Washington (1789–1797)
- Velká Británie – Jiří III. (1760–1820)
- Papež – Pius VI. (1774–1799)
- Japonsko – Kókaku (1780–1817)